# Walter Apelt
Walter Apelt (* 31. Juli 1925 in Breslau) ist ein deutscher Anglist und ehemaliger Hochschullehrer.

## Leben und Werk
Nach dem Schulbesuch studierte er und promovierte 1952 an der Martin-Luther-Universität Halle-Wittenberg zum Dr. phil. Nach seiner Habilitation wurde er 1958 Dozent für Anglist an der Martin-Luther-Universität Halle-Wittenberg. Er wurde Leiter der Abteilung für Methodik im Englischunterricht am Seminar für Englische Philologie.

## Schriften (Auswahl)
- Das romantische Element in den Werken Virginia Woolf’s. O. O., o. J. [1952].
- Die Pädagogik Charles Fouriers im Rahmen seiner philosophischen, psychologischen und politischen Ansichten., Bände 1 und 2, Halle/S. 1957.
- Die kulturkundliche Bewegung im Unterricht der neueren Sprachen in Deutschland in den Jahren 1886 bis 1945. Berlin 1967.
- (mit Norbert Lademann): Arten, Funktionen und Einsatzmöglichkeiten von Unterrichtsmitteln im Englischunterricht an allgemeinbildenden Schulen der DDR. Potsdam 1975.
- Positionen und Probleme der Fremdsprachenpsychologie. Halle (Saale) 1976.
- Zu Gegenstand und Aufgaben der Fremdsprachenpsychologie als psychologische Fundierung des Fremdsprachenunterrichts. Halle (Saale) 1977.